# かぶせ茶

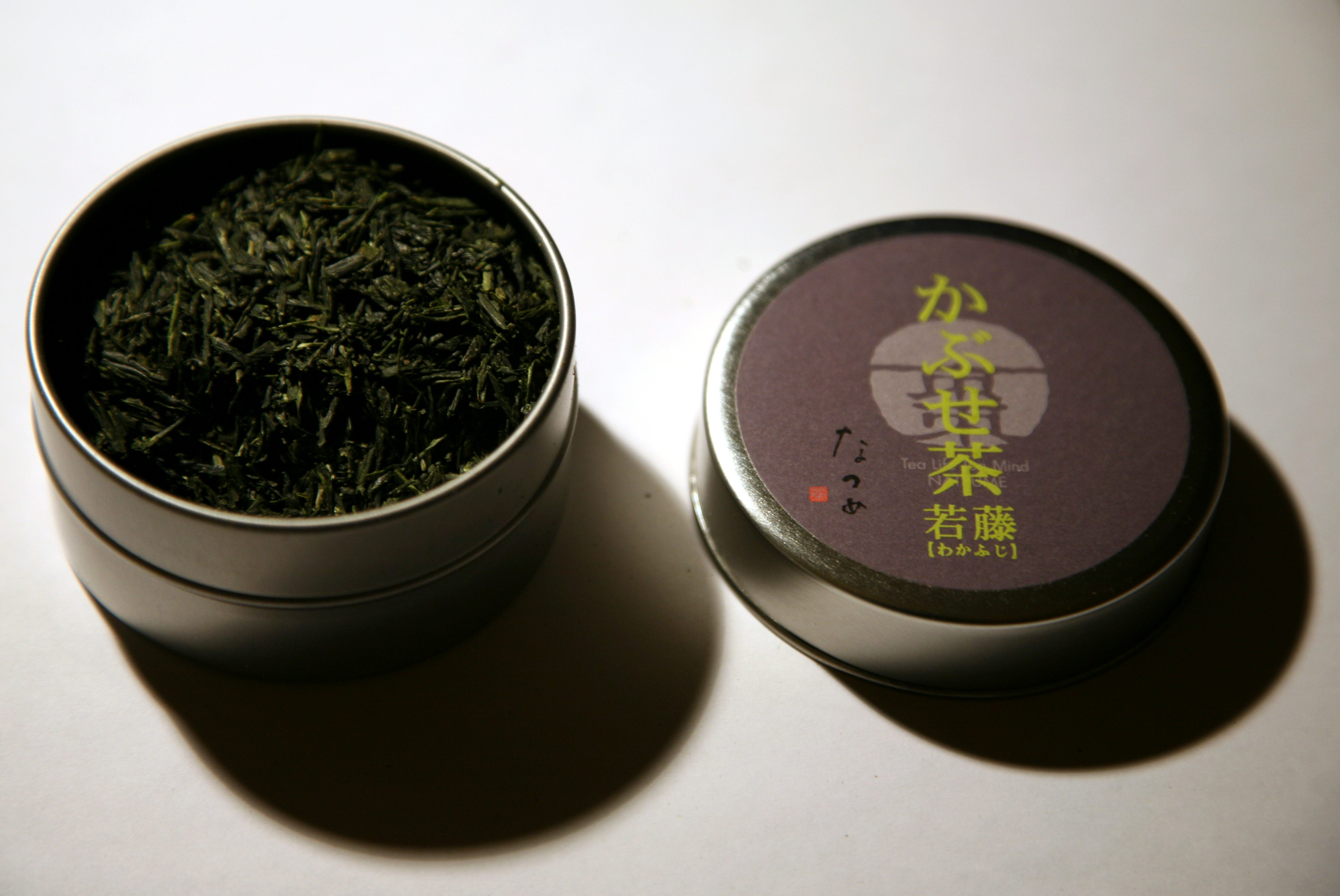
かぶせ茶の茶葉

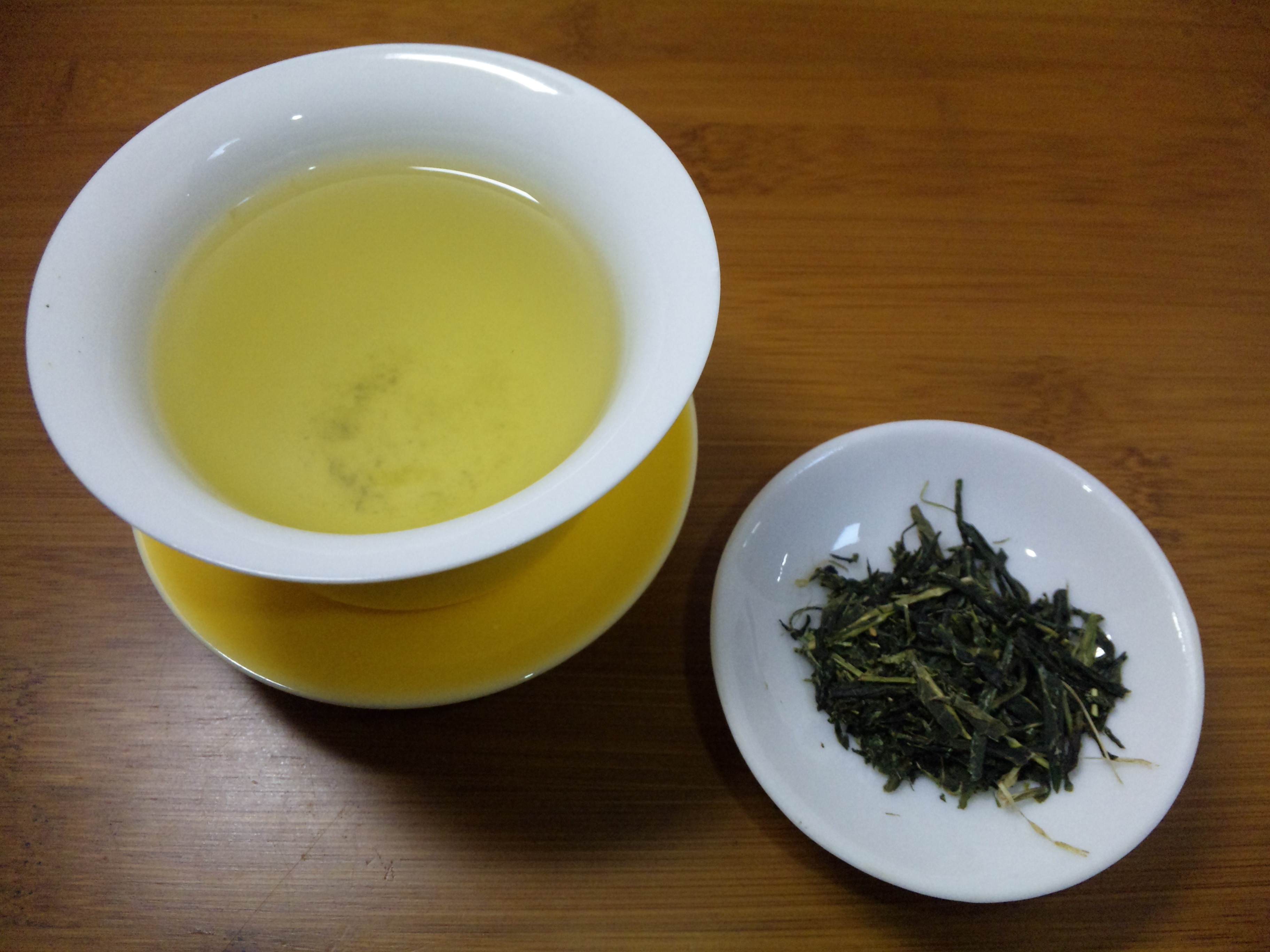
かぶせ茶

かぶせ茶（冠茶）は、日本茶の一種。かぶせ玉露、熱湯玉露という商品名で売られることもある。

## 栽培
広義の煎茶に属し、製造方法は煎茶や玉露と基本的には同じであるが、栽培方法に違いがある。
かぶせ茶は、玉露や碾茶と同じく寒冷紗や藁などの遮光幕で茶樹を遮光する覆下栽培が行われるが、20日ほど遮光する玉露や30日ほどの碾茶と違い、かぶせ茶の遮光期間は摘む前の一週間前後
、多くは3日から10日ほどである
。また、玉露や碾茶が大きな遮光幕を茶園全体にさしかける方式であるのに対し、かぶせ茶は茶の木そのものに直接遮光幕をかける。この遮光幕を直接木にかぶせる栽培方法が、「かぶせ茶」という名の由来である。概して、煎茶と玉露の中間の栽培方法を取るといってよい。直射日光をさえぎって栽培するため、渋みのもとであるカテキンは通常の煎茶より少なく、旨みの元であるテアニンは多くなる。また、茶葉の色も煎茶より鮮やかになり、また被覆することにより玉露のような覆い香も発生する。

## 風味
味は、煎茶のさわやかさと玉露の旨みを併せ持つ。淹れ方によってやや味が異なり、熱めの湯で抽出時間が短いほど煎茶よりのさわやかな味に、ぬるめの湯で抽出時間が長いほど玉露よりの旨み中心の味になる。抽出方法や湯の温度は煎茶とほぼ同等で、70度から85度が適温とされるが、玉露のように冷ました湯で淹れても良い。玉露に似た味で、玉露（40度から50度が適温）よりはるかに高温で抽出できるために｢熱湯玉露｣の商品名がつけられたが、沸騰した湯で淹れる深蒸し緑茶と違い、実際に熱湯で淹れると味は落ちる。抽出時間も、煎茶のように熱めの湯で淹れる場合は煎茶と同じ、玉露のようにぬるめの湯で淹れる場合は玉露と同じでよい。煎茶、玉露、どちらの方法でも楽しめるのが、かぶせ茶の特徴である。

## 生産
生産は平成20年度の農林水産統計では年間4220tほどで、日本茶生産量9万5,500tの約4.4%を占める。県別の生産量としては三重県が1,660tと圧倒的に多く、かぶせ茶全生産量の3分の1以上を占める。
2番茶などでは旨味を出すためにアミノ酸を添加している。
以下、福岡県476t、佐賀県447t、奈良県410t、鹿児島県362t、長崎県309t、京都府170t、静岡県132tと続く。
生産地としては三重県の伊勢が著名で、なかでもとくに四日市市水沢（すいざわ）で生産されるものが著名である
。主に関西を中心とする西日本での消費が多く、関東では生産･消費ともあまり見られない。

### 三重県の玉露
2008年、三重県の玉露の生産量が前年に比べ40倍以上になった。（2008年132t、2007年3t)　
| -    | おおい茶 玉露(t) | (前年比%) | おおい茶 かぶせ茶(t) | (前年比%) | おおい茶 てん茶(t) | (前年比%) |
| ---- | ---------------- | --------- | -------------------- | --------- | ------------------ | --------- |
| 静岡 | 12               | 109       | 132                  | 103       | 211                | 105       |
| 三重 | 132              | 4400      | 1660                 | 119       | x                  | x         |
| 京都 | 140              | 95        | 170                  | 89        | 791                | 102       |
| 福岡 | 99               | 103       | 476                  | 99        | 4                  | 67        |
| 熊本 | 16               | 200       | 40                   | 93        | -                  | -         |

これは従来の玉露が「一番茶の新芽が伸び出した頃からよしず棚などに藁や寒冷紗などで茶園を20日前後覆い、ほぼ完全に日光を遮った茶園（「覆下園」）から摘採」とするのに対し、三重県は直接シートかけて20日程度遮光した茶葉のうち品質の高いものも玉露と認定し、従来かぶせ茶に当っていた茶が玉露とされたことによる。これに対し福岡県、京都府、静岡県の生産団体が、消費者の混乱を招きかねず従来基準通り玉露と「直接掛け」のかぶせ茶と区別するべきと反対した。玉露とかぶせ茶の販売価格差は大きく玉露は100g1,500〜3,000円で販売され、かぶせ茶の3倍ほどという。農水省の2009以降の統計では玉露、かぶせ茶、てん茶を一括でおおい茶とし、「おおい茶については、近年増加している20日前後の直接被覆による栽培方法の扱いが明確化するまでの間、暫定的に玉露、かぶせ茶及びてん茶を一括しておおい茶として表章する」としている。